# Helme (fiume)
La Helme è un fiume tedesco lungo 65 km che nasce nello Eichenfeld, in Turingia, passa poi nel Land della Sassonia-Anhalt e sfocia nella Unstrut a Kalbsrieth, nuovamente in Turingia.

## Corso
La Helme ha le sue sorgenti nel circondario di Eichsfeld, tra i territori dei comuni di Weißenborn-Lüderode e di Stöckey. Passa poi per Hohenstein e Werther verso Nordhausen. Ad Herringen accoglie le acque della Zorge. A nord ovest dei monti del Kyffhäuser sbocca nel Goldenen Aue, ove uno sbarramento accumula le sue acque in un lago artificiale che funge anche da bacino di esondazione. Da lì, ormai in territorio della Sassonia-Anhalt, passando per Roßla, si dirige verso Allstedt da dove si allontana nuovamente verso sud e rientra in Turingia. A Kalbsrieth termina il suo corso sfociando nella Unstrut.

## Affluenti
| Alla sinistra orografica | Alla destra orografica                                                                                        |
| | |
| - La Bucht - Pinte - Sete - Ichte - Steinbach - Hochstedter Bach - Ostergraben - Herreder Bach - Salza (dal Salzaspring) - Zorge - Urbach - Lohbach - Thyra - Niefe - Leine - Gonna - Rohne | - Rinnebach - Ohe - Bliedebach - Haferbach - Röstegraben - Riedgraben - Goldbornbach - Flutgraben - Solgraben |